# Cladosporium vignae
Cladosporium vignae är en svampart som beskrevs av M.W. Gardner 1925. Cladosporium vignae ingår i släktet Cladosporium och familjen Davidiellaceae.   Inga underarter finns listade i Catalogue of Life.